# Hugo Max Schulz
Hugo Max Schulz (26. April 1870 in Wien – 27. Mai 1933, ebenda) war ein österreichischer sozialdemokratischer Journalist, Schriftsteller und Militärexperte.

## Leben
Der aus einer ärmlichen jüdischen Familie stammende Schulz musste wegen seiner jugendlichen sozialistischen Aktivitäten strafweise zwischen 1891 und 1894 einen Militärdienst im Südosten von Österreich-Ungarn abdienen. Dort erwarb er Kenntnisse, die ihn später zum wichtigsten Militärfachmann der österreichischen Sozialdemokratie machten. 1895 wurde er von Victor Adler in die Redaktion der Arbeiter-Zeitung geholt, der er (mit Unterbrechungen) zeitlebens verbunden blieb.
Er war unter anderem mit Leo Perutz und Joseph Roth befreundet.
Schulz verfasste zahlreiche militärische populäre Fachbücher.

## Werke
- Blut und Eisen. Krieg und Kriegertum in alter und neuer Zeit. 2 Bände, Buchhandlung Vorwärts, Berlin 1907/1915.